# Сума (бронепалубный крейсер)
«Сума» (須磨) — бронепалубный крейсер Японского Императорского флота. Головной корабль в серии крейсеров типа «Сума». Первый японский крейсер, построенный по японскому проекту, на японских верфях и из японских материалов. Участвовал в Русско-японской и Первой мировой войне.
Крейсер получил название в честь живописных песчаных пляжей, ныне расположенных в городской черте Кобе.

## Конструкция
Крейсер «Сума» построен Морским Арсеналом Йокосука в течение четырёх лет (с 1892 по 1896 год). В ходе испытаний выяснилось, что корабль оказался перетяжелённым с плохой мореходностью и недостаточной остойчивостью.

### Корпус
Корпус крейсера стальной, с двойным дном, ниже броневой палубы разделён водонепроницаемыми переборками.

### Бронирование
Жизненно важные механизмы, котлы, машины и погреба боезапаса защищены карапасной броневой палубой толщиной в 25-мм, толщина брони на скосах — 50-мм. 152-мм орудия прикрыты 115-мм щитами. Толщина брони боевой рубки крейсера составляла 102-мм. Вся броня «гарвеевского» типа.

### Артиллерийское вооружение

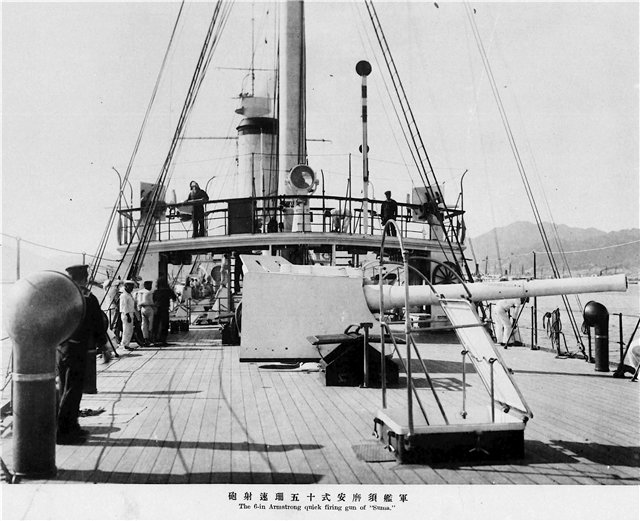
152-мм орудие «Сума»

Главный калибр крейсера — два 152-мм скорострельных орудия раздельного заряжания системы Армстронга с длиной ствола 40 калибров. Максимальная дальность стрельбы составляла до 9100 м, максимальная скорострельность 5—7 выстрелов в минуту. Одно орудие устанавливалось на полубаке, другое — на полуюте.
Артиллерия среднего калибра состояла из шести 120-мм скорострельных орудий раздельного заряжания системы Армстронга с длиной ствола 40 калибров. Максимальная дальность стрельбы составляла до 9000 м, максимальная скорострельность — до 12 выстрелов в минуту. Все шесть орудий устанавливались в спонсонах на верхней палубе.
Десять 47-мм скорострельных пушек Гочкиса устанавливались: четыре на верхней палубе (по две на борт), два на полуюте, два на кормовом мостике, по два орудия находилось в носу и в корме. Максимальная дальность стрельбы составляла до 6000 м, максимальная скорострельность до 20 выстрелов в минуту.
На марсах мачт крейсера были установлены по две четырёхствольных 1-дм (25,4-мм) картечницы Норденфельда. К началу русско-японской войны они были заменены на четыре 7,62-мм пулемёта Максима.

### Минное вооружение
На «Сума» было установлено два 356-мм бортовых надводных торпедных аппарата.

### Силовая установка
Две паровые машины тройного расширения с вертикально установленными цилиндрами. Диаметр цилиндров: высокого давления — 0,82 м, среднего — 1,24 м и низкого — 0,72 м, ход поршней — 0,72 м. Мощность машин — 8384 л. с.
Пар вырабатывали восемь цилиндрических котлов, расположенных в двух котельных отделениях, разделённых водонепроницаемой переборкой, по четыре в каждом.
Нормальный запас угля «Сума» составлял 200 т, на 4000 миль десятиузлового хода, полный — 600 т.

## История службы
В 1898 году, во время испано-американской войны, «Сума» в качестве стационера находился в Маниле, для обеспечения возможной защиты японцев, проживающих на Филиппинах.
К началу 1900 года крейсер «Сума» действовал в составе постоянной эскадры в китайских водах.
В июле 1900 года в ходе подавления восстания ихэтуаней «Сума» в составе отряда кораблей альянса восьми держав принимал участие в захвате Тяньцзиня.

### Русско-японская война
Перед началом русско-японской войны крейсер «Сума» вошёл в состав 6-го боевого отряда 3-й эскадры Соединённого флота, специально сформированного для наблюдения за Корейским проливом и действий против Владивостокского отряда крейсеров. С 6 февраля 1904 года крейсер в составе своего отряда приступил к сторожевой службе, базируясь в порту Такесики на острове Цусима.
18 февраля 1904 года крейсер, в составе своего отряда, по приказу начальника Морского генерального штаба адмирала Ито, прибыл в Шанхай для принуждения к разоружению или уничтожения канонерской лодки «Маньчжур». 26 февраля 6-й боевой отряд убыл в Корейский пролив, оставив для наблюдения за разоружением русского корабля крейсер «Акицусима».
1 мая крейсер в составе отряда был задействован для конвоирования транспортов, перевозящих 2-ю японскую армию. С 5 мая по 22 мая крейсер прикрывал высадку войск 1-го отряда 2-й армии, а его шлюпки перевозили солдат с транспортов на берег. 23 мая крейсер, в составе отряда присоединился к Соединённому флоту, блокирующему Порт-Артур.
15 мая 1904 года «Сума» принял участие в спасении экипажа броненосца «Ясима», подорвавшегося вместе с броненосцем «Хацусе» на минах, установленных возле Порт-Артура, минным заградителем «Амур». С гибнувшего корабля на «Сума» был перенесён портрет императора.
7 июня «Сума» в составе своего отряда, совместно с канонерскими лодками «Удзи», «Акачи» и 10-м отрядом миноносцев вошли в Бохайский (Печилийский) залив для оказания поддержки частям 2-й японской армии с моря. В первой половине дня «Сума», «Акаси» и «Идзуми» обстреляли подразделения русских войск и линию железной дороги. 8 июня «Сума» входил в устье реки Ляохэ для досмотра пароходов. 11 июня 6-й отряд убыл из Бохайского (Печилийского) залива к главным силам японского флота.
23 июня «Сума» в составе отряда участвовал в безрезультатной встрече Соединённого флота с кораблями русской эскадры, вышедшей из Порт-Артура.
26 июля крейсер «Сума» участвовал в перестрелке с русскими кораблями «Баян», «Аскольд» и «Новик» в бухте Лунвантан.
В ходе боя в Жёлтом море у «Сума» в самом начале сражения произошла поломка в машине и крейсер получил приказ до исправления держаться за строем своего отряда.
К концу боя «Сума» получил приказ присоединиться к 5-му отряду («Хасидатэ», «Мацусима» и «Чин-Иен»), находившемуся в 10 милях севернее. В результате, когда большая часть русской эскадры повернула в направлении Порт-Артура, «Сума» оказался отрезанным от 5-го отряда. Видя невозможность догнать 5-й боевой отряд, командир «Сума» принял решение развернуться и пойти на соединение с 6-м боевым отрядом. В это время русские крейсера «Аскольд» и «Новик» вышли из строя в южном направлении и, развив максимальную скорость хода, направились на прорыв. Некоторое время «Сума» один вёл бой с этими крейсерами, но, несмотря на подошедшие корабли 6-го боевого отряда, предотвратить прорыв русских кораблей не удалось. Сведений о боевых повреждениях крейсера «Сума» не имеется.
После завершения боя «Сума» был отправлен на ремонт к островам Эллиот. После исправления поломки, вплоть до падения Порт-Артура, крейсер «Сума» принимал участие в блокаде крепости.
С 6 февраля по 12 февраля 1905 года «Сума» принимал участие в конвоировании парохода, перебрасывавшего подразделения флота в Вонсан, для устройства там береговых батарей.
С 14 февраля по 6 марта 1905 года «Сума» принимал участие в конвоировании транспортных судов, перебрасывающих части 2-й резервной дивизии в северную Корею.
27 мая 1905 года в Цусимском сражении крейсер «Сума» действовал во главе 6-го боевого отряда под флагом контр-адмирала Того Масамити. С утра 27 мая, после обнаружения русской эскадры, «Сума» и «Чиода» с двумя отрядами миноносцев первыми вышли со стоянки в заливе Одзаки на острове Цусима. По приказанию вице-адмирала Катаока 6-й боевой отряд занял положение впереди курса русской эскадры, ведя за ней наблюдение. Около 11:55 «Сума» и «Чиода» были обнаружены на русской эскадре слева на траверзе. После начала боя главных сил 6-й отряд получил приказ вице-адмирала Катаока атаковать обнаруженные южнее транспорты, однако это оказались японские вспомогательные крейсера. Затем 6-м отрядом были обнаружены госпитальные суда Орёл и Кострома. Контр-адмирал Того направил к ним вспомогательные крейсера «Садо-мару» и «Маньшу-мару», а сам направился к месту боя главных сил. Около 15:20 6-й отряд присоединился к 4-му боевому отряду и вступил в бой с русскими крейсерами. Около 16:00—16:20 огнём крейсеров 6-го отряда был потоплен буксирный пароход «Русь», брошенный командой после столкновения с транспортом «Анадырь». Затем в течение около 30 минут крейсера 6-го отряда вели огонь по русским крейсерам «Олег», «Аврора», «Владимир Мономах», «Дмитрий Донской», а также по броненосцам. Затем, чтобы напасть на арьергард русской эскадры, 6-и отряд повернул на юг, где обнаружил тяжело повреждённый броненосец «Князь Суворов» и лишившуюся хода плавучую мастерскую «Камчатка». С 4000—6000 м 6-й отряд открыл огонь по «Камчатке», затем, с подошедшими кораблями 4-го и 5-го боевых отрядов с 1200—4000 м — по «Суворову». «Камчатка» была потоплена около 18:30, «Суворов» затонул около 19:30. Во время боя «Сума» получил незначительные повреждения, три матроса из его экипажа получили ранения.
Утром 28 мая крейсера 6-го боевого отряда обнаружили шедшие в направлении Владивостока русские корабли под командованием контр-адмирала Небогатова, немедленно доложив об этом своему командующему. После сдачи в плен большинства русских кораблей 6-й отряд пытался преследовать крейсер «Изумруд», однако не смог его догнать, повернул обратно.
19 июня 6-й боевой отряд вошёл в состав Северной эскадры, предназначенной для обеспечения проведения операции по захвату Сахалина.
4 июля «Сума» с отрядом вышел из Оминато в составе конвоя первого десантного эшелона 13-й пехотной дивизии Харагути в направлении Сахалина.
Утром 7 июля объединённый десант с 6, 7, 8 и 9-го боевых отрядов захватил плацдарм у деревни Мерея, после чего была начата высадка подразделении сухопутных войск.
10 июля «Сума», «Чиода» и 9-й отряд миноносцев осуществили высадку взвода солдат на мыс Крильон (Ниси Ноторо), овладевшим маяком.
С 21 июля по 24 июля «Сума» в составе своего отряда принимал участие в конвоировании и обеспечении высадки второго десантного эшелона 13-й пехотной дивизии.
27 июля «Сума», «Чиода» и два миноносца провели разведку Императорской гавани, высадив на берег два десанта до взвода каждый для обследования сооружений и местности, также с «Сума» был высажен десант для обследования маяка и местности на мысе Николая и десант на мысе Стукамбис для устройства там наблюдательного пункта.
6 августа по 25 августа «Сума», под флагом контр-адмирала Того Масамити и «Идзуми» провели разведку южного побережья Камчатки и Командорских островов. Выйдя 6 августа из Корсаковска, корабли 10 августа прибыли к острову Симусю (Шумшу). 12 августа в Вилюченской бухте корабли разделились: «Сума» направился в Петропавловск, а «Идзуми» — к маяку мыса Вертикальный для поиска задержанного русскими властями отставного лейтенанта Сигэтады Гундзи (яп. 郡司成忠) (в русскоязычных источниках — Сечу Гундзи). «Сума», подойдя к Петропавловску, обстрелял казарму, но не встретив сопротивления, высадил десант. На рейде был задержан с грузом военной контрабанды и отправлен с призовой командой в Йокосука американский пароход «Австралия».
16 августа «Сума» и «Идзуми» подошли к острову Беринга, где для досмотра села Никольское был высажен десант. 19 августа корабли вернулись в Петропавловск, где 20 августа вновь был высажен десант, оставивший письмо к уездному начальнику с требованием освобождения отставного лейтенанта С.Гундзи. 25 августа «Сума» и «Идзуми» вернулись в Корсаковск.
С 25 августа по 25 сентября «Сума» во главе 6-го боевого отряда нёс охрану Сангарского пролива, базируясь на Оминато.
20 октября «Сума» прибыл в Иокогама для участия в Императорском смотре флота, состоявшемся 23 октября 1905 года.

### Между двух войн
В 1908 году цилиндрические котлы были заменены на водотрубные котлы системы Миябара. 28 августа 1912 года «Сума» был переклассифицирован в крейсер 2-го класса.

### Первая мировая война
В 1916 году крейсер «Сума» базировался в Маниле и с целью защиты судоходства принимал участие в патрулировании Южно-Китайского моря, моря Сулу и у берегов Голландской Ост-Индии
7 февраля 1917 года «Сума», вместе с крейсерами «Яхаги», «Цусима» и «Ниитака» и второй флотилией эсминцев были сведены в Первую эскадру специального назначения под командованием контр-адмирала Огури Кодзабуро, предназначенной для противодействия немецким рейдерам. Базируясь в Сингапуре, «Сума» задействовался для патрулирования акватории Индийского океана и у восточных берегов Австралии и Новой Зеландии.

### Завершение службы
1 сентября 1921 года «Сума» был переклассифицирован в корабль береговой обороны 2-го класса. 1 апреля 1923 года бывший крейсер исключили из списков флота, а в 1928 году разобрали на металлолом.

## Командиры корабля
- капитан 1-го ранга Кано Юносин (Kano, Yunoshin) — с 2 мая 1896 года по 27 декабря 1897 года[56].
- капитан 1-го ранга Мису Сотаро (Misu, Sotaro) — с 27 декабря 1897 года по 23 мая 1898 года[56][57].
- капитан 1-го ранга Ямада Хикохати (Yamada, Hikohachi) — с 23 мая 1898 года по 17 июня 1899 года[56][58].
- капитан 2-го ранга/капитан 1-го ранга (с 29 сентября 1899 года) Фудзии Коити (Fujii, Koichi) — c 17 июня по 7 октября 1899 года[59].
- капитан 1-го ранга Симамура Хаяо (Shimamura, Hayao) — c 7 октября 1899 года по 4 июля 1900 года[59][60].
- капитан 1-го ранга Нарукава Хакару (Narukawa, Hakaru) — c 6 августа по 25 сентября 1900 года[61].
- капитан 1-го ранга Уэхара Синдзиро (Uehara, Shinjiro) — c 25 сентября 1900 года по 23 января 1901 года[59].
- капитан 1-го ранга Ота Моридзанэ (Ota, Morizane) — c 18 февраля 1901 года по 28 января 1902 года[62].
- капитан 1-го ранга Вада Кэнсукэ (Wada, Kensuke) — c 12 апреля по 15 октября 1903 года[63].
- капитан 1-го ранга Цутия Тамоцу (Tsuchiya, Tamotsu) — c 15 октября 1903 года по 21 января 1905 года[64].
- капитан 1-го ранга Тотинаи Содзиро (Tochinai, Sojiro) — c 21 января по 12 декабря 1905 года[65].
- капитан 1-го ранга Эгути Ринроку (Eguchi, Rinroku) — c 12 декабря 1905 года по 28 ноября 1906 года[66].
- капитан 1-го ранга Такэсита Исаму (Takeshita, Isamu) — c 27 декабря 1907 года по 10 декабря 1908 года[67].
- капитан 2-го ранга/капитан 1-го ранга (с 19 марта 1910 года) Такэути Дзиро (Takeuchi, Jiro) — c 10 декабря 1908 года по 1 декабря 1910 года[68].
- капитан 1-го ранга Нуномэ Мицудзо (Nunome, Mitsuzo) — c 23 мая по 28 июня 1911 года[67].
- капитан 1-го ранга Катаока Эйтаро (Kataoka, Eitaro) — c 16 августа по 25 октября 1911 года[67].
- капитан 2-го ранга/капитан 1-го ранга (с 1 декабря 1911 года) Хори Тэруфуса (Hori, Terufusa) — c 25 октября 1911 года по 13 августа 1912 года[69].
- капитан 1-го ранга Ёцумото Кэнсукэ (Yotsumoto, Kensuke) — c 1 декабря 1914 года по 13 декабря 1915 года[70].
- капитан 1-го ранга Инуцука Таро (Inutsuka, Taro) — c 1 декабря 1916 года по 7 февраля 1917 года[71].
- капитан 1-го ранга Ясумура Сукэити (Yasumura, Sukeichi) — c 7 февраля по 1 декабря 1917 года[72].
- капитан 1-го ранга Отани Косиро (Otani, Koshiro) — c 13 мая по 10 сентября 1918 года[72].
- капитан 2-го ранга/капитан 1-го ранга (с 1 декабря 1918 года) Миямура Рэкидзо (Miyamura, Rekizo) — с 9 октября 1918 года по 20 ноября 1920 года[73].
- капитан 1-го ранга Фудзита Хисанори (Fujita, Hisanori) — с 1 декабря 1920 года по 6 августа 1921 года[74].
- капитан 1-го ранга Икэда Танин (Ikeda, Tanin) — с 15 мая по 10 ноября 1922 года[75].

## Модели крейсера «Сума»
В масштабе 1:700 модель-копия крейсера «Сума» из эпоксидной смолы производятся польской фирмой Armo Jadar Models.
Для любителей настольных военных игр литая из эпоксидной смолы фигурка крейсера «Сума» производится фирмой из США Panzerschiffe в масштабе 1:2400.

## Галерея

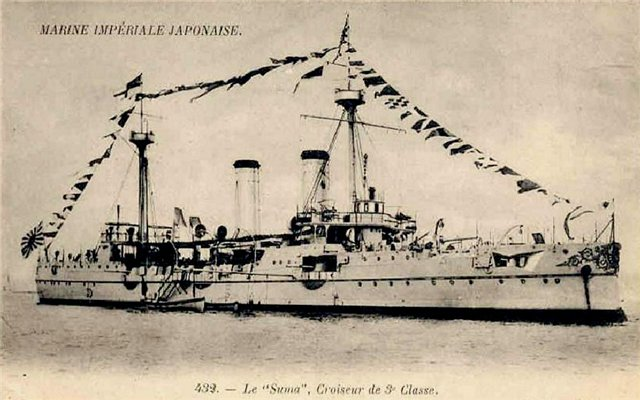
Крейсер «Сума» 22 июня 1896 года, с французской почтовой открытки
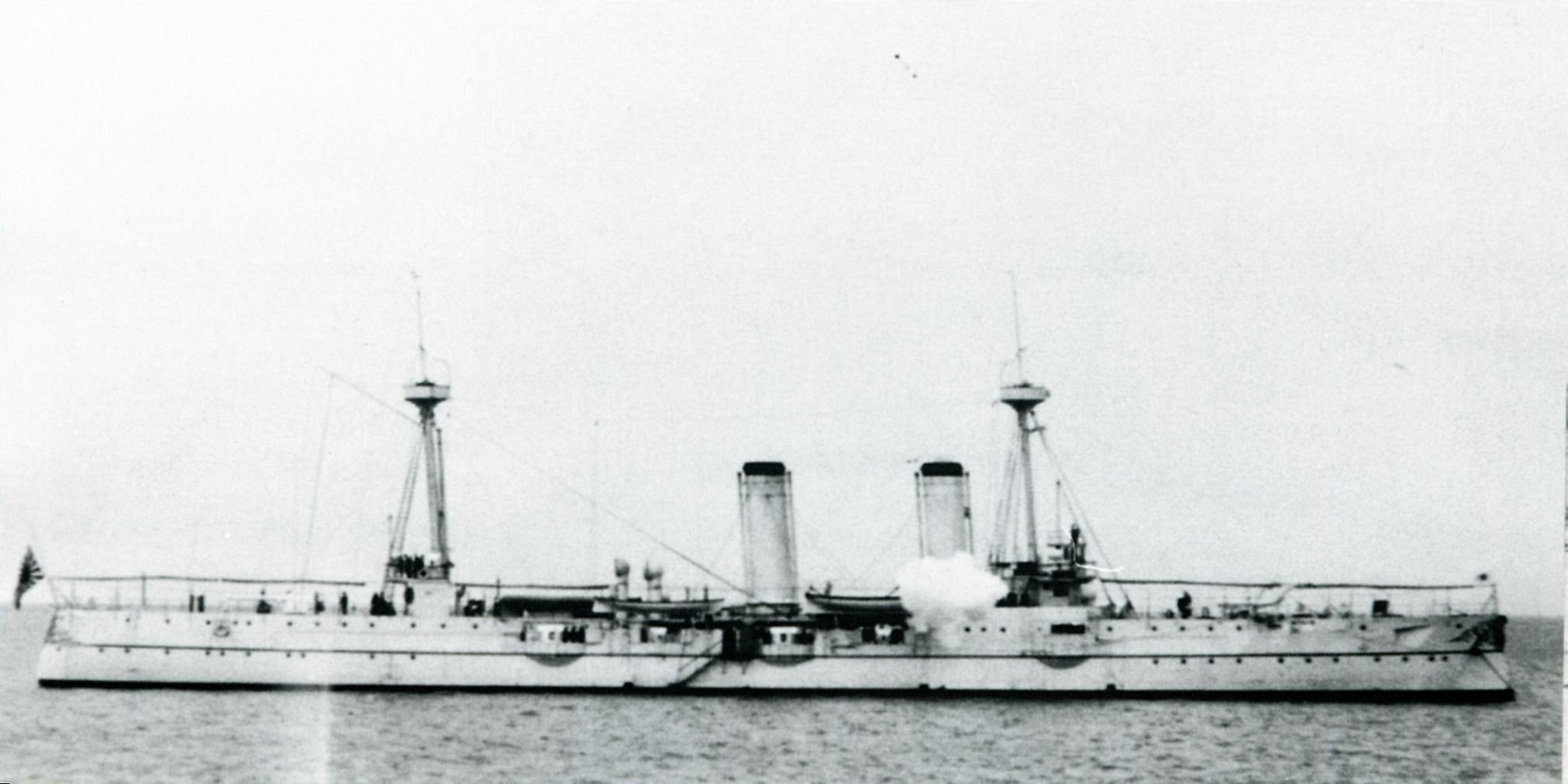
Крейсер «Сума» в 1897 году в Кобе
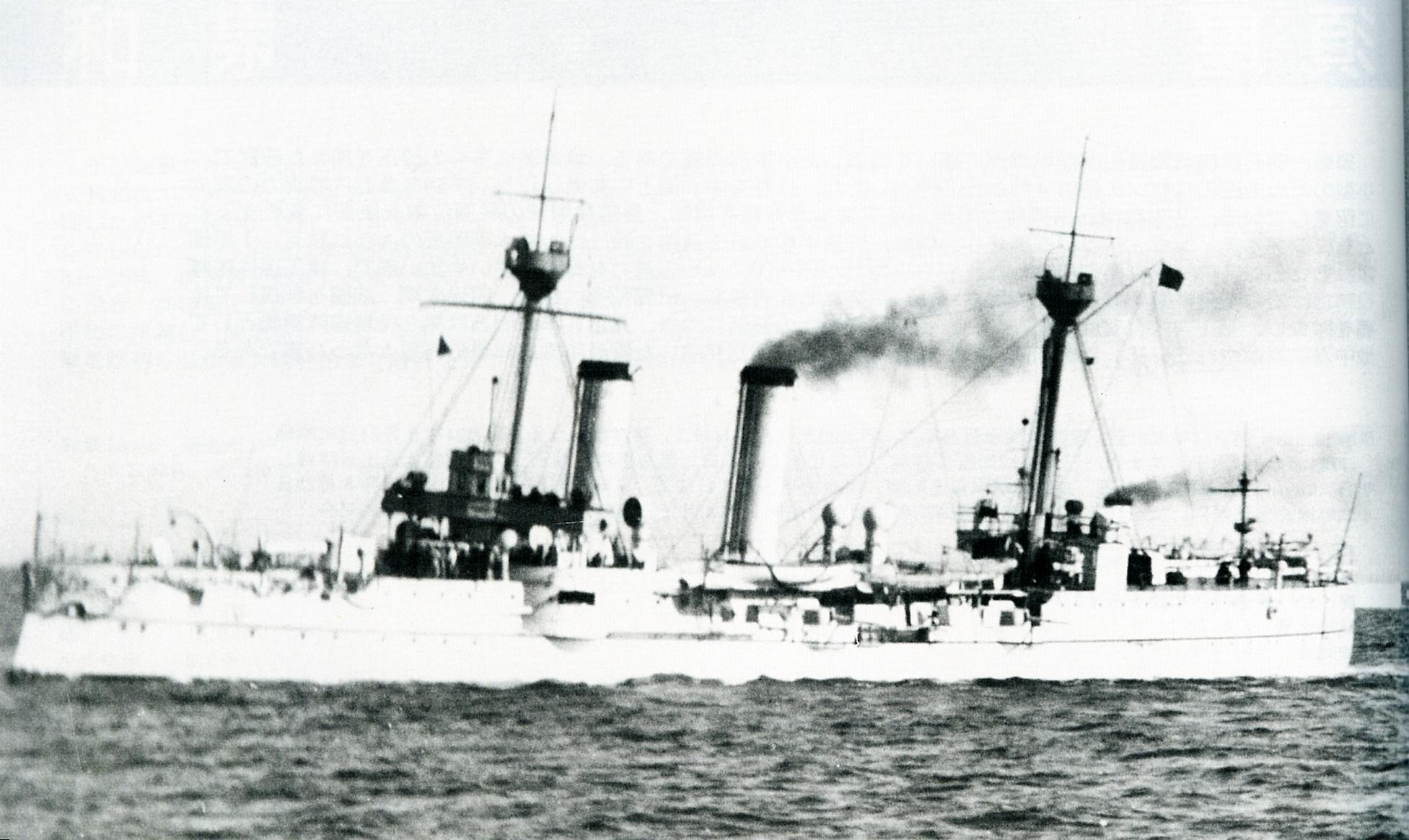
Крейсер «Сума» в 1897 году в Осака